# Ne Zha 2
Ne Zha 2 (en chino simplificado, 哪吒之魔童闹海), también conocida como Nezha 2: El niño demonio revoluciona el mar, es una película animada china de 2025, perteneciente al género de aventuras y fantasía, dirigida y escrita por Jiaozi. Se trata de una secuela de la película de 2019, Ne Zha, y está basada libremente en el personaje de Nezha de la novela de la dinastía Ming, La investidura de los dioses, atribuida a Xu Zhonglin.
Ne Zha 2 se estrenó en cines en China el 29 de enero de 2025, el día del Año Nuevo chino, en 2D y 3D estándar, IMAX, CINITY y CINITY LED, CGS, Dolby Cinema, 4DX y otros formatos. Al igual que su predecesora, recibió elogios de la crítica y, tras recaudar más de 1700 millones de dólares con un presupuesto de apenas 80 millones, batió varios récords de taquilla, entre ellos el de ser la película más taquillera de China, la película en un idioma distinto del inglés más taquillera y la primera película de este tipo en alcanzar la marca de los 1000 millones de dólares. También se sitúa como la película de animación más taquillera, superando a Inside Out 2; se ha convertido en la primera película animada no estadounidense y en un idioma distinto del inglés en la historia en alcanzar este logro, convirtiéndose en la película animada con mayor recaudación en llegar a esa marca en menos de tres semanas. También es la película más taquillera de 2025 y la quinta película más taquillera de todos los tiempos. En el undécimo día de su estreno, Ne Zha 2 se convirtió en la película más taquillera en un solo territorio, superando los 936 millones recaudados por Star Wars: El despertar de la Fuerza, que tardó 165 días en alcanzar esa cifra.

## Sinopsis
Ne Zha 2 es la secuela de la película animada Ne Zha y está basada en una novela china del siglo XVI. La trama sigue a Nezha, un personaje de la mitología china que lucha contra dragones. En la primera película, Ne Zha es un niño que, según una antigua profecía, debía morir a los tres años, ya que nació como una encarnación del mal. Posee una patada tan poderosa que es capaz de atravesar las paredes y derrotar a sus oponentes. En el primer filme, Nezha salva la aldea que anteriormente lo había rechazado. La segunda película comienza justo donde terminó la primera, cuando los cuerpos de los dos amigos, Aobing y Nezha, están a punto de ser destruidos, aunque se les permite que sus almas sigan vivas. Su maestro, Taiyi Zhenren, restaura sus cuerpos con la ayuda de una flor de loto, y, tras ello, Nezha parte en busca de la lucha contra el Rey Dragón del Mar Oriental, Ao Guang. Para enfrentar esta batalla, se alía con los habitantes del mar.

## Reparto de voces
- Lü Yanting como el niño Nezha, hijo de Li Jing y Lady Yin
  - Joseph Cao (囧森瑟夫) como el adolescente Nezha
- Lü Qi como Lady Yin, la madre de Nezha y la jefa que gobierna Chentangguan con su marido.
- Han Mo como Ao Bing, el tercer hijo del rey Dragón
- Zhang Jiaming como Taiyi Zhenren, el maestro de Nezha, un xian taoísta que vive en Kunlun
- Wang Deshun como el maestro xian Wuliang
- Yu Chen como Ao Guang en su forma humana
- Li Nan como Ao Guang, el rey Dragón del Mar del Este
- Zhou Yongxi como Ao Run, el rey Dragón del Mar del Oeste
- Yang Wei como Shen Gongbao, el hermano de Taiyi y maestro de Ao Bing.

## Producción
Poco después del estreno de Ne Zha en 2019, el equipo de producción tenía la intención de desarrollar una secuela. El director Jiaozi confirmó que así sería y que dependería del rendimiento en taquilla de la primera película. Tras el éxito de Ne Zha, se puso en producción la secuela. La secuela se llama «Nezha 2: El niño demonio revoluciona el mar», o Ne Zha 2 y el costo de producción aumentó a 600 millones de yuanes, rompiendo el récord de Deep Sea (2023), para convertirse en la película animada más cara de China.
Ne Zha y Ne Zha 2 tardaron cinco años en producirse. Más de 4000 personas participaron en la animación de esta última película, más del doble de las 1600 personas que participaron en la producción de la primera película. El productor Liu Wenzhang dijo que el número de personajes implicadas en la producción de la película era tres veces mayor que en la anterior. La película anterior tenía más de 1800 tomas, mientras que esta tiene más de 2400 tomas, incluidas más de 1900 tomas con efectos especiales.
El 10 de febrero de 2025 se lanzó en línea un documental sobre esta película, No hay innovación sin destrucción (en chino: 不破不立), que describe el proceso de realización de la película.

### Diseño de los personajes
El diseño de los personajes de la película se ha mejorado con respecto a los originales. A los personajes humanos se les añadió una capa de pelaje blanco en el rostro para darles un aspecto más natural y realista.
El director Jiaozi esperaba que todos los personajes de esta película incorporaran elementos de la estética china. El diseño del personaje «Niño Ciervo» combina elementos relacionados con los ciervos, con patrones en su vestimenta inspirados en el arte tradicional de tallado de jade. Para Ao Guang, el rey Dragón del Mar del Este, el equipo de producción inicialmente planeó inspirarse en la imagen del feroz y brutal príncipe Kang, de la película Lu ding ji de 1992. Sin embargo, tras escuchar los comentarios del público, decidieron cambiarla por una imagen más madura. El traje de Ao Guang, la Armadura de Escamas de Dragón, presenta patrones de dragones al estilo tradicional chino de tatuajes para transmitir una sensación de pesadez y fuerza, en consonancia con su imagen de superioridad. Además, el diseño del personaje rinde homenaje a la imagen de Nezha de la película animada de 1979, Nezha conquista al rey Dragón, del Estudio de Cine de Animación de Shanghái.
El diseño del personaje secundario, la bestia demoníaca submarina, se inspiró en las primeras representaciones chinas de criaturas míticas, incorporando características como los colmillos curvos, típicos de los monstruos orientales, que difieren de la imaginería occidental. Para que cada bestia demoníaca sea única, su piel combina diversos materiales, como escamas de pez, piel de elefante, piel de cocodrilo y piel de tortuga.

## Música
La música de la película combina música orquestal grabada en el Vienna Synchron Stage de Viena con música folclórica tradicional de diversas regiones de China. El canto gutural tuvano (Xöömej) marca el inicio del lento hundimiento del Tianyuan Ding; la batalla final combina suona e instrumentos de orquesta. Además, para representar diferentes escenas y personajes, la película también utiliza pipa, xiao (flauta), melodías del arte popular de Tianjin, piano de pulgar, gongs y tambores de artes marciales de la ópera de Pekín, sonidos de pulso electrónico, barroco, erhu, etc., como banda sonora. El pasaje inicial adopta la Gran Canción del grupo étnico Dong, inscrita en la Lista del Patrimonio Cultural Inmaterial de la UNESCO en 2009. La interpreta el conjunto Wuyue Chan'ge, compuesto por diez mujeres Dong de Qiandongnan, Guizhou. 

## Estreno
El 7 de enero de 2025 se lanzó el primer tráiler. El segundo tráiler se lanzó el 26 de enero de 2025 y finalmente se estrenó en los cines chinos el 29 de enero de 2025 durante el Festival de la Primavera (el primer día del Año Nuevo lunar).
El estreno internacional de la película fue en febrero, el 13 de febrero en Australia, Nueva Zelanda, Fiyi y Papúa Nueva Guinea y el 14 de febrero en Estados Unidos y Canadá, y en Hong Kong y Macao el 22 de febrero. En el Sudeste Asiático, la película se estrena entre el 6 de marzo (en Singapur) y el 21 de marzo (en Indonesia).  La distribuidora Trinity CineAsia adquirió los derechos de exhibición de la película y anunció que el filme se estrenaría en el Reino Unido e Irlanda el 21 de marzo y que próximamente se estrenara en otros territorios, incluyendo Alemania, Francia, España y otros países de Europa. Posteriormente la productora ADSO Films, en colaboración con Trinity CineAsia, anunció que estrenará Ne Zha 2 en las salas de cine de España el 20 de junio de 2025.

## Recepción

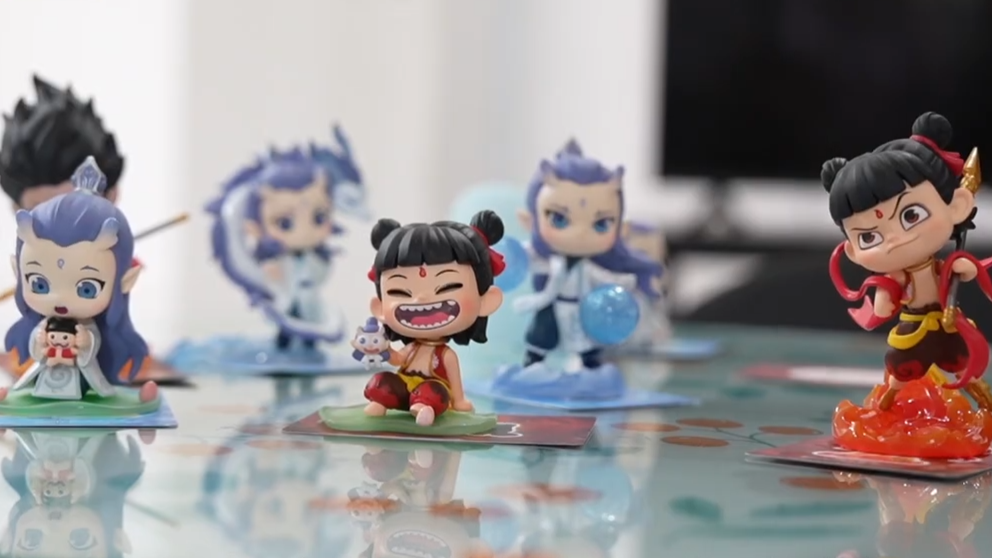
Figuras inspiradas en algunos de los personajes de la película

### Respuesta de la crítica
Ne Zha 2 ha recibido críticas generalmente positivas. Douban Movies calificó la película con un 8,5/10 y también tuvo una calificación promedio de 9,7 sobre 10 en Maoyan y 9,8 sobre 10 en Taopiaopiao. La revista especializada Red Star News elogió sus efectos especiales, guion y concepto, y dijo que la película «utiliza un guion sólido y una expresión precisa de valores, demostrando que "el respeto por la audiencia" es la verdadera contraseña de taquilla». Shangguan News elogió la película por continuar con el estilo y el ritmo de la película anterior, y por mejorar aún más las escenas de batalla y efectos especiales, pero criticó la falta de suspense en la trama. Feng Ji, el fundador de Game Science, también lo revisó positivamente y dijo que la historia y la tecnología de esta película han alcanzado el nivel más alto del mundo, lo suficiente como para ser llamada el «techo de los dibujos animados nacionales».

### Taquilla

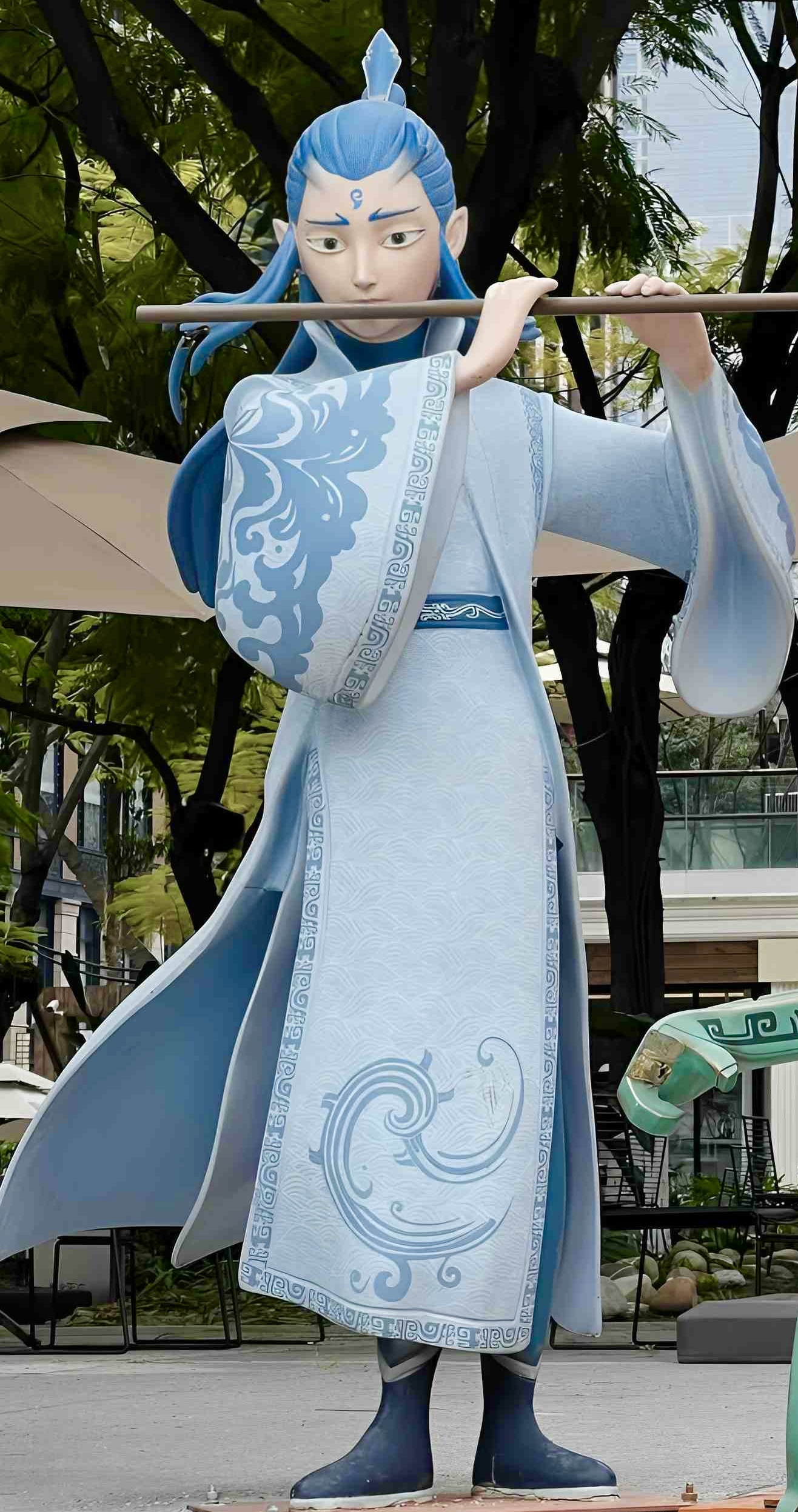
Escultura de Ao Bing en la zona de alta tecnología de Chengdu.

En solo tres días después de su estreno en China, la taquilla de la película alcanzó los 1100 millones de yuanes, lo que la convirtió en la primera película en alcanzar los 1000 millones de yuanes en taquilla durante el Festival de la Primavera de 2025. En el cuarto día de su estreno, la taquilla superó los 2000 millones de yuanes. En el quinto día de su estreno, superó los 3000 millones. Superó los 4000 millones tan solo en el sexto día de su estreno, entrando en la lista de los diez primeros de la historia del cine. Al mismo tiempo, rompió el récord del tiempo más rápido en superar los 4000 millones de yuanes establecido por Detective Chinatown 3 en 2021 (tardó 9 días y 9 horas). La taquilla superó los 5000 millones en el octavo día de estreno, rompiendo el récord de los 5000 millones de recaudación establecido por La batalla del lago Changjin, que de hecho fue película más taquillera en China continental en 2021 (tardó 19 días y 9 horas) y superó la recaudación total conseguida por la primera película de Ne Zha, convirtiéndose en la película de animación más taquillera en China continental. La serie de películas de Ne Zha también se convirtió en la segunda serie de películas en superar los 10 000 millones con solo dos películas y la taquilla superó los 6000 millones en el noveno día de su estreno.
Para el 8 de febrero de 2025, la taquilla superó los 7200 millones de yuanes, ocupando el primer puesto en el período del Festival de la Primavera superando a Wolf Warrior 2 (2017) y La batalla del lago Changjin (2021), convirtiéndose en la primera en la taquilla total de las películas chinas. El 8 de febrero, la taquilla superó los 7000 millones de yuanes (965 millones de dólares estadounidenses), convirtiéndose en la 63.ª película en la historia del cine mundial en romper el récord de 7000 millones de yuanes y la primera película no estadounidense en romper la marca de los 7000 millones. Superó la taquilla única del mercado en América del Norte (960,5 millones de dólares estadounidenses) creada por Star Wars: El despertar de la fuerza (2015), y encabezó la lista de taquilla única en la historia del cine mundial. Se convirtió en la película animada más taquillera, superando el total de recaudación de Inside Out 2 (2024) en menos de tres semanas desde su estreno. Es la primera vez que una película animada no estadounidense y en un idioma distinto del inglés logra este hito, así como la segunda película animada que no pertenece a la factoría Disney en ser etiquetada como tal después de Shrek 2 (2004), que también fue la película más taquillera el año de su estreno.
El 13 de febrero, Ne Zha 2 se convirtió en la primera película de China en recaudar más de 10 000 millones de yuanes (1400 millones de dólares), superando a Super Mario Bros.: la película y Black Panther para convertirse en la primera película asiática en entrar en el top 20 de la clasificación mundial de taquilla. El 9 de marzo de 2025, apenas treinta y tres días después de su estreno, la película superó los 2000 millones de dólares en taquilla, convirtiéndose así en la séptima película que logró un hito de ese calibre.

### Impacto

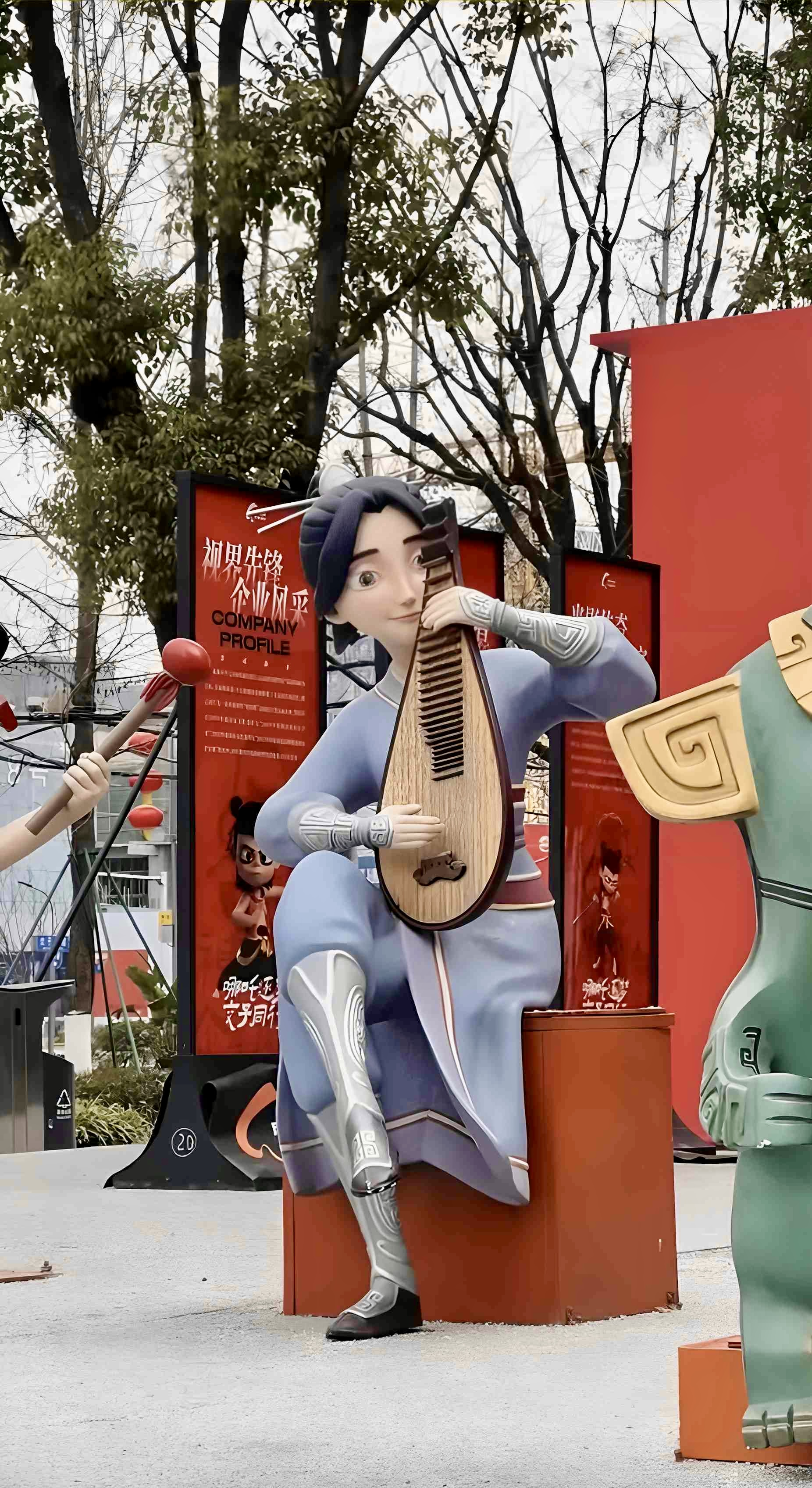
Escultura de la Dama Yin en la Zona de Alta Tecnología de Chengdu

El éxito abrumador de la película fue ampliamente señalado por una variedad de medios de comunicación como algo sin precedentes para el cine chino y no estadounidense y varios destacaron sus implicaciones para la industria cinematográfica en su conjunto. Según Taopiaopiao, Ne Zha 2 ha atraído a una gran cantidad de espectadores que nunca antes habían visitado un cine. Muchos señalaron que el éxito de la película se debió a una gran variedad de factores, como la fanfarria y la anticipación de los fanáticos debido al éxito que tuvo la primera película, su lanzamiento en torno a las vacaciones de primavera, el boca a boca del público en general y el orgullo por el desarrollo y los éxitos posteriores de los éxitos de taquilla animados chinos a lo largo de los años, como lo ejemplifican películas recientes como White Snake (2019), Ne Zha, Jiang Ziya, Deep Sea y Chang'an (ambas de 2023). Después de su estreno, la taquilla siguió aumentando gracias a la excelente publicidad de boca en boca. Muchos se volcaron a las redes sociales para expresar que era difícil incluso conseguir una entrada, y muchos internautas recurrieron a las redes sociales de los productores para pedir que se programaran más funciones para satisfacer las necesidades de visualización de la audiencia. En algunos lugares, incluso se produjeron fenómenos poco comunes, como la venta de entradas de pie y funciones de medianoche con lleno total. Debido al excelente desempeño en taquilla de la película, las acciones de la compañía productora y distribuidora de la película, Enlight Media, aumentaron hasta el límite diario después del Festival de la Primavera.
El éxito del filme llevó a varios comentaristas a calificarla de hito para el cine internacional. Muchos internautas recurrieron a las redes sociales para expresar su orgullo por el éxito de la película. Al mismo tiempo, la película inspiró comparaciones directas entre ella y Captain America: Brave New World (2025), que se estrenó en China casi al mismo tiempo. Muchos fanáticos de Ne Zha 2 criticaron la película estadounidense por su falta de atractivo, su estructura sin alma y su presentación hipócrita de los Estados Unidos. La publicidad negativa de boca en boca de los compradores de entradas en los sitios web de venta de entradas provocó una caída masiva en la taquilla del país.
A nivel internacional, la película tuvo un éxito de taquilla similar, con especial popularidad entre la diáspora china en varios países. En su estreno en Los Ángeles el 12 de febrero, el Grauman's Chinese Theatre agotó todas las entradas inmediatamente después del estreno. La película recaudó 7,2 millones de dólares en su primer fin de semana en Estados Unidos, en comparación con los 1,2 millones de dólares que recaudó su predecesora allí.

## Merchandising
Debido al gran éxito de la película, los productos oficiales y los juguetes asociados a la misma también se convirtieron en los más vendidos en las tiendas de China. Se informó que muchos productos se agotaron por completo a los pocos días de salir a la venta. Dos semanas después del estreno de la película, las ventas de productos de la marca Ne Zha superaron los 50 millones de yuanes (6,8 millones de dólares estadounidenses) en Taobao.